# Abraham a Sancta Clara
Abraham a Sancta Clara (pe numele laic Johann Ulrich Megerle, n. 2 iulie 1644, Kreenheinstetten⁠(d), Baden-Württemberg, Germania – d. 1 decembrie 1709, Viena, Monarhia Habsburgică) a fost un scriitor și predicator austriac, precursor al romantismului baroc și unul dintre primii fabuliști de limbă germană. A lăsat o operă satirico-parodică de o remarcabilă expresivitate plastică, influențată de literatura populară și limbajul oral. Predicile sale au caracter educativ-moralizator, inspirate fiind de flagelul ciumei („Luați aminte, vienezi”) sau de amenințarea invaziei otomane („Sculați, creștini”). E considerat precursor al romantismului baroc prin legenda satirică Judas der Ertzschelm, în care înmănunchează, într-o țesătură eterogenă, farse, snoave și proverbe. Cele 150 de fabule îl situează printre primii fabuliști germani.

## Opera
- 1680: Luați aminte, vienezi ("Mercks Wien")
- 1683: Sculați, creștini ("Auff, auff ihr Christen")
- 1686 - 1695: Iuda arhiticălosul ("Judas der Ertzschelm") -4 volume